# World Opponent Network
A World Opponent Network vagy WON egy online játékszolgáltatás volt, amit eredetileg a Sierra Games hozott létre Sierra Internet Gaming System (SIGS) néven. Olyan játékok használták a WON-t, mint például a Homeworld, a Half-Life, a Star Trek: Armada, a Soldier of Fortune,  a Dark Reign 2, a Silencer, az ARC és a kaszinójátékoknak az online verziói.

## Története
A Sierrát 1999 januárjában felvásárolta a Havas csoport és ezután a Cendant Software Havas Interactive néven irányította a WON-t. 2000 márciusában a Havas Interactive összeolvasztotta a WON.net-et a Prize Central Nettel, hogy megalkossa a Flipside.com-ot. Mindennek ellenére, a játékok (pl.: Half-Life) tovább használták a szolgáltatást.

2001-ben a Valve Corporation megszerezte a WON-t a Flipside.com-tól és elkezdte megvalósítani a Steam rendszert. A következő néhány év folyamán, ahogy a Steamet fejlesztették és tesztelték, a WON továbbra is működött.

2004. július 31-én a Valve leállította az utolsó használatban levő WON szervert, ezzel hivatalosan megszüntetve a WON-t. A Valve az összes játékát áthelyezte a saját Steam rendszerébe. Ez a bejelentés csalódást okozott valamennyi rég óta játszó Half-Life és Counter-Strike játékosnak, akik nagy tiszteletben tartották azt a létezése óta, akkor sebesség és rendszererőforrások tekintetében hatékonyabb a Steamnél.

A WON megszűnése után néhány játékos továbbra is használja a Half-Life vagy a Counter-Strike kiskereskedelmi kiadásainak egy patch-elt verzióját, ami a WON-t helyettesítő No-WON-ra (vagy WON2) csatlakozik. Ezzel megengedi a felhasználóknak, hogy arra használják az eredeti szerverböngészőt, hogy csatlakozzon a Half-Life szerverekhez, és a különféle modifikációkhoz (pl.: Counter-Strike 1.5, és a Steam nélküli 1.6-os verzió), ahogy azt a WON megszűnése előtt tették.

A leállítása óta azok a felhasználók, akik megpróbálnak csatlakozni WON-hoz a játékokban (például a Half-Life kiskereskedelmi kiadásában) egy hibaüzenetet fognak kapni.

## Külső hivatkozások
- Valve hivatalos oldala (angolul)
- Steam hivatalos oldala (angolul)
- Jelenlegi WON2 szerverek listája (angolul)
- Steam nélküli Counter-Strike Projekt oldala (angolul)